# مايا لي
مايا لي (بالإنجليزية: Maia Lee)‏ هي مغنية وكاتبة غنائية سنغافورية، ولدت في 31 يناير 1983 في سنغافورة.

## وصلات خارجية
- مايا لي على موقع IMDb (الإنجليزية)
- مايا لي على موقع ميوزك برينز (الإنجليزية)
- مايا لي على موقع ديسكوغز (الإنجليزية)